# Edwin Young
Edwin Young   (Phoenix, 29 de setembre de 1947 - Tucson, 22 de juny de 2006) fou un saltador estatunidenc que va competir durant la dècada de 1960.
El 1968 va prendre part en els Jocs Olímpics d'Estiu de Ciutat de Mèxic, on va guanyar la medalla de bronze en la prova de palanca de 10 metres del programa de salts. En el seu palmarès també destaca una medalla d'or als Jocs Panamericans de 1967.
Una vegada retirat passà a exercir d'entrenador de salts a la Universitat d'Arizona.